# سياسة المغرب
نظام الحكم بالمغرب نظام ملكية دستورية برلمانية ديمقراطية واجتماعية.والسيادة للأمة تمارسها مباشرة بالاستفتاء وبصفة غير مباشرة بواسطة المؤسسات الدستورية، والمغرب يعرف تعددية حزبية حيث إن الأحزاب السياسية والمنظمات النقابية والجماعات المحلية والغرف المهنية تساهم في تنظيم المواطنين وتمثيلهم؛ ونظام الحزب الوحيد نظام غير مشروع.
الملك هو أمير المؤمنين والممثل الأسمى للأمة ورمز وحدتها وضامن دوام الدولة واستمرارها، وهو حامي حمى الوطن والساهر على احترام الدستور، وله صيانة حقوق وحريات المواطنين والجماعات والهيئات وهو الضامن لاستقلال البلاد وحوزة المملكة في دائرة حدودها الحقة.
يتكون البرلمان في المغرب من مجلسين، مجلس النواب ومجلس المستشارين، ويستمد أعضاؤه نيابتهم من الأمة وحقهم في التصويت حق شخصي لا يمكن تفويضه.
والحكومة في النظام المغربي تتألف من رئيس الحكومة والوزراء، وهي مسؤولة أمام الملك وأمام البرلمان.

## سلطة تنفيذية
| المنصب       | الاسم       | الحزب                     | منذ           |
| ------------ | ----------- | ------------------------- | ------------- |
| الملك        | محمد السادس |                           | 23 يوليو 1999 |
| رئيس الحكومة | عزيز أخنوش  | حزب التجمع الوطني للأحرار | 09 شتنبر 2021 |

يمنح الدستور المغربي الملك سلطات واسعة؛ حيث يُنصب كزعيم سياسي للمملكة و«حامي حمى الدين». يرأس مجلس الوزراء؛ ويعين رئيس الوزراء من الحزب الحائز على الأغلبية في الانتخابات التشريعية، وباقتراح من رئيس الحكومة يُعين باقي أعضاء الحكومة. وفي حين ان الدستور يسمح للملك نظريا بانهاء مهمة أي وزير، وبحل البرلمان وتعليق الدستور بعد التشاور مع رئيسي مجلسي البرلمان ورئيس المجلس الدستوري وتوجيه خطاب للإمة، والدعوة إلى انتخابات جديدة، أو بأصدار مرسوم جديد، والمرة الوحيدة التي حدث هذا في عام 1965.
رسميا الملك هو قائد الجيش. عند وفاة الملك محمد الخامس خلف الحسن الثاني العرش في عام 1961. وحكم المغرب لمدة 38 عاما حتى وفاته في عام 1999. وتولى نجله الملك محمد السادس العرش في تموز / يوليو 1999.

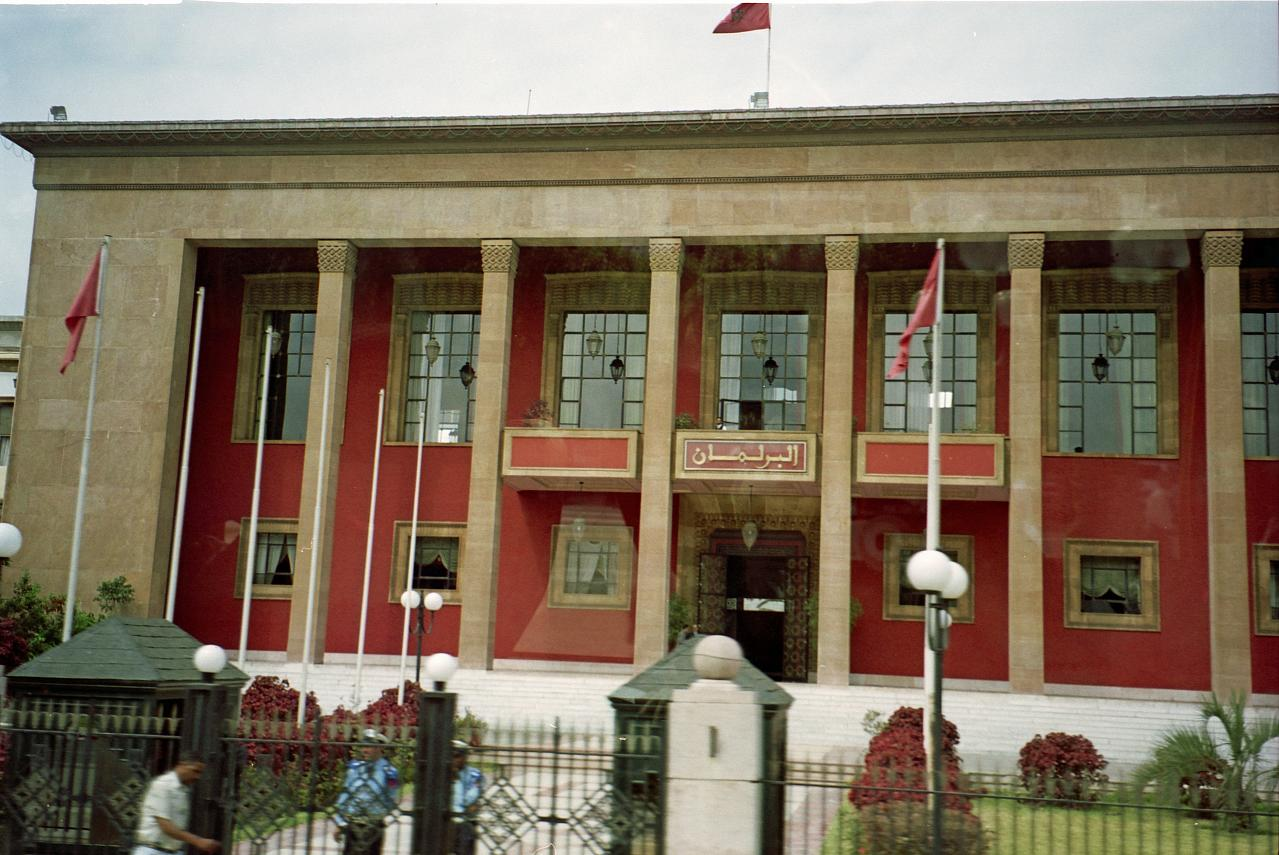
مبنى برلمان المغرب

وفي اعقاب انتخابات مارس 1998، تشكلت حكومة ائتلافية برئاسة الزعيم الاشتراكي المعارض عبد الرحمن اليوسفي وتكونت أساسا من وزراء مختارين من احزاب المعارضة السابقة. تمثل حكومة اليوسفي أول حكومة مستمدة أساسا من احزاب المعارضة منذ عقود، كما مثلت أيضا أول فرصة للتحالف الاشتراكي، اليسار الوسطي والاحزاب القومية التي ستدرج في الحكومة حتى أكتوبر 2002. كما أنها كانت المرة الأولى في التاريخ السياسي المعاصر للعالم العربي ان تستلم المعارضة السلطة بعد الانتخابات. يرأس الحكومة الحالية السيد عزيز أخنوش، رئيس حزب التجمع الوطني للأحرار، الذي تم تعيينه من طرف الملك محمد السادس منذ 10 سبتمبر 2021 ، خلفا للسيد سعد الدين العثماني عن حزب العدالة والتنمية. ويعتبر عزيز أخنوش رئيس الحكومة رقم 17 في تاريخ المملكة المغربية منذ الاستقلال عام 1956.

## المجال التشريعي

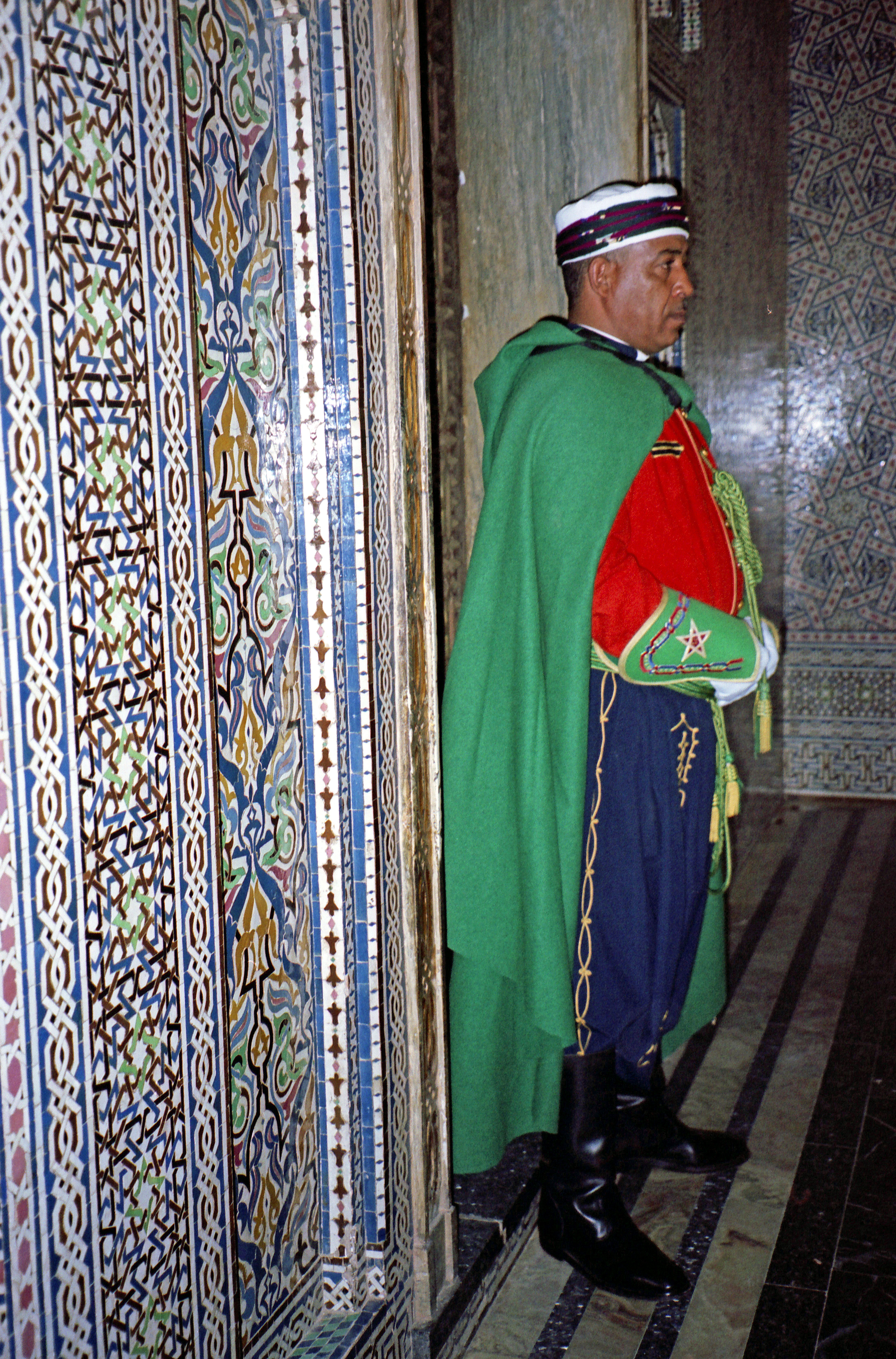

منذ الإصلاح الدستوري لعام 1996، تتألف السلطة التشريعية من مجلسين. مجلس النواب المغربي (Assemblée des Répresentants) ب 325 عضوا ينتخبون لمدة خمس سنوات، 295 مقعدا تُنتخب في الدوائر المتعددة و 30 في قوائم وطنية تتألف وفقا للاتفاق بين الأحزاب السياسية المشاركة في الانتخابات من النساء فقط. مجلس المستشارين المغربي ب 270 عضوا ينتخبون لمدة تسع سنوات، تنتخبهم المجالس المحلية (162 مقعدًا)، والغرف المهنية (91 مقعدًا) والغرف التجارية (27 مقعدًا). صلاحيات البرلمان، وإن كانت محدودة، تم توسيعها في اطار الإصلاحين الدستوريين 1992 و 1996، حيث تشمل مسائل الميزانية، إقرار مشاريع القوانين، مساءلة الوزراء، وإنشاء لجان لتقصي الحقائق. كما لمجلس النواب ان يسقط الحكومة من خلال التصويت لحجب الثقة أو على ملتمس للرقابة.

## الاحزاب السياسية والانتخابات 2016
|                                           | الحزب                                     | مجموع المقاعد                             | المقاعد %                                 | تغيير المقاعد                             | المحلية                                   | الوطنية                                   | عدد الأصوات | النسبة |
| ----------------------------------------- | ----------------------------------------- | ----------------------------------------- | ----------------------------------------- | ----------------------------------------- | ----------------------------------------- | ----------------------------------------- | ----------- | ------ |
|                                           | حزب العدالة والتنمية                      | 125                                       | 31,65                                     | ▲ 18                                      | 98                                        | 27                                        | 1.618.963   | 27,88  |
|                                           | حزب الأصالة والمعاصرة                     | 102                                       | 25,82                                     | ▲ 55                                      | 81                                        | 21                                        | 1.216.552   | 20,95  |
|                                           | حزب الاستقلال                             | 46                                        | 11,65                                     | ▼ 14                                      | 35                                        | 11                                        | 620.041     | 10,68  |
|                                           | التجمع الوطني للأحرار                     | 37                                        | 9,37                                      | ▼ 15                                      | 28                                        | 9                                         | 544.118     | 9,37   |
|                                           | الحركة الشعبية                            | 27                                        | 6,84                                      | ▼ 5                                       | 20                                        | 7                                         | 397.085     | 6,84   |
|                                           | حزب الاتحاد الاشتراكي للقوات الشعبية      | 20                                        | 5,06                                      | ▼ 19                                      | 14                                        | 6                                         | 359.600     | 6,19   |
|                                           | الاتحاد الدستوري                          | 19                                        | 4,81                                      | ▼ 4                                       | 15                                        | 4                                         | 263.720     | 4,54   |
|                                           | حزب التقدم والاشتراكية                    | 12                                        | 3,04                                      | ▼ 6                                       | 7                                         | 5                                         | 273.800     | 4,72   |
|                                           | الحركة الديمقراطية الاجتماعية             | 3                                         | 0,75                                      | ▲ 1                                       | 3                                         | 0                                         | 77.630      | 1,34   |
|                                           | تحالف أحزاب فيدرالية اليسار الديمقراطي    | 2                                         | 0,50                                      | ▲ 2                                       | 2                                         | 0                                         | 164.575     | 2,83   |
|                                           | حزب الوحدة والديموقراطية                  | 1                                         | 0,25                                      |                                           | 1                                         | 0                                         | 23.574      | 0,41   |
|                                           | حزب اليسار الأخضر                         | 1                                         | 0,25                                      |                                           | 1                                         | 0                                         | 13.389      | 0,23   |
|                                           | تحالف العهد والتجديد                      | 0                                         | 0                                         | ▼ 4                                       | 0                                         | 0                                         | 51.906      | 0,89   |
|                                           | جبهة القوى الديمقراطية                    | 0                                         | 0                                         | ▼ 1                                       | 0                                         | 0                                         | 49.360      | 0,85   |
|                                           | حزب البيئة والتنمية المستدامة             | 0                                         | 0                                         | ▼ 2                                       | 0                                         | 0                                         | 35.167      | 0,61   |
|                                           | حزب الديمقراطيين الجدد                    | 0                                         | 0                                         |                                           | 0                                         | 0                                         | 19.284      | 0,33   |
|                                           | حزب النهضة والفضيلة                       | 0                                         | 0                                         |                                           | 0                                         | 0                                         | 14.955      | 0,26   |
|                                           | حزب الحرية والعدالة الاجتماعية            | 0                                         | 0                                         | ▼ 1                                       | 0                                         | 0                                         | 14.735      | 0,25   |
|                                           | حزب الشورى والاستقلال                     | 0                                         | 0                                         |                                           | 0                                         | 0                                         | 13.418      | 0,23   |
|                                           | حزب النهضة                                | 0                                         | 0                                         |                                           | 0                                         | 0                                         | 12.710      | 0,22   |
|                                           | حزب الأمل                                 | 0                                         | 0                                         |                                           | 0                                         | 0                                         | 9.117       | 0,16   |
|                                           | حزب العمل                                 | 0                                         | 0                                         | ▼ 1                                       | 0                                         | 0                                         | 7.228       | 0,12   |
|                                           | حزب الوسط الاجتماعي                       | 0                                         | 0                                         |                                           | 0                                         | 0                                         | 6.977       | 0,12   |
|                                           | الاتحاد المغربي للديمقراطية               | 0                                         | 0                                         |                                           | 0                                         | 0                                         | 6.379       | 0,11   |
|                                           | حزب المجتمع الديمقراطي                    | 0                                         | 0                                         |                                           | 0                                         | 0                                         | 5.110       | 0,09   |
| المجموع                                   | المجموع                                   | 395                                       | 100%                                      | قوي                                       | 305                                       | 90                                        | ↓↓          | ↓↓     |
| الأصوات الصحيحة المعبر عنها 2016          | الأصوات الصحيحة المعبر عنها 2016          | الأصوات الصحيحة المعبر عنها 2016          | الأصوات الصحيحة المعبر عنها 2016          | الأصوات الصحيحة المعبر عنها 2016          | الأصوات الصحيحة المعبر عنها 2016          | الأصوات الصحيحة المعبر عنها 2016          | 5.819.123   | 87.63% |
| الأصوات الباطلة 2016                      | الأصوات الباطلة 2016                      | الأصوات الباطلة 2016                      | الأصوات الباطلة 2016                      | الأصوات الباطلة 2016                      | الأصوات الباطلة 2016                      | الأصوات الباطلة 2016                      | 821.504     | 12.37% |
| مجموع المصوتين 2016                       | مجموع المصوتين 2016                       | مجموع المصوتين 2016                       | مجموع المصوتين 2016                       | مجموع المصوتين 2016                       | مجموع المصوتين 2016                       | مجموع المصوتين 2016                       | 6.640.627   | 100%   |
|                                           |                                           |                                           |                                           |                                           |                                           |                                           |             |        |
| نسبة المشاركة 2016                        | نسبة المشاركة 2016                        | نسبة المشاركة 2016                        | نسبة المشاركة 2016                        | نسبة المشاركة 2016                        | نسبة المشاركة 2016                        | نسبة المشاركة 2016                        | 6.640.627   | 42.29% |
| الإمتناع عن التصويت 2016                  | الإمتناع عن التصويت 2016                  | الإمتناع عن التصويت 2016                  | الإمتناع عن التصويت 2016                  | الإمتناع عن التصويت 2016                  | الإمتناع عن التصويت 2016                  | الإمتناع عن التصويت 2016                  | 9.061.965   | 57.71% |
| مجموع المسجلين في اللوائح الإنتخابية 2016 | مجموع المسجلين في اللوائح الإنتخابية 2016 | مجموع المسجلين في اللوائح الإنتخابية 2016 | مجموع المسجلين في اللوائح الإنتخابية 2016 | مجموع المسجلين في اللوائح الإنتخابية 2016 | مجموع المسجلين في اللوائح الإنتخابية 2016 | مجموع المسجلين في اللوائح الإنتخابية 2016 | 15.702.592  | 100%   |

## السلطة القضائية
صنفت منظمة «مشروع العدالة الدولية» في تقريرها الخاص بسنة 2014، المغرب في الرتبة 52 عالميا من بين 99 دولة شملها التقرير، مشيرًا إلى استحالة تصرف قضاة المغرب ضد المسؤولين الحكوميين النافذين، حيث رسم التقرير الدولي صورة قاتمة للقضاء والعدالة الاجتماعية في المغرب، مبرزا إلى عجز القضاء أمام المسؤولين الحكوميين النافذين في الدولة، وانعدام استقلالية السلطة القضائية عن السلطة السياسية في البلد، وسجل التقرير ضعف تمتيع المغاربة بالحقوق الأساسية التي تشمل مختلف المجالات، كما أشار إلى ضعف العدالة العقابية في المغرب، مؤكدا أن الضعف يطال أيضا مجال ضمان حماية الحياة الخاصة للأفراد. القضاء في المغرب مستقل فقط عن السلطة التشريعية وعن السلطة التنفيذية، حيث تصدر وتنفذ الأحكام باسم الملك والمتعلقة بسياسة المخزن، الذي يعين القضاة بظهير شريف باقتراح من المجلس الأعلى للقضاء؛ وقضاة الأحكام لا يعزلون ولا ينقلون إلا بمقتضى القانون.
الملك يرأس المجلس الأعلى للقضاء ويتألف هذا المجلس بالإضافة إلى رئيسه من: وزير العدل نائبا للرئيس؛ والرئيس الأول للمجلس الأعلى؛ والوكيل العام للملك لدى المجلس الأعلى؛ ورئيس الغرفة الأولى في المجلس الأعلى؛ وممثلين اثنين لقضاة محاكم الاستئناف ينتخبهم هؤلاء القضاة من بينهم؛ ثم أربعة ممثلين لقضاة محاكم أول درجة ينتخبهم هؤلاء القضاة من بينهم.
والمجلس الأعلى للقضاء هو من يسهر على تطبيق الضمانات الممنوحة للقضاة فيما يرجع لترقيتهم وتأديبهم.
ويقصد بالتنظيم القضائي للمملكة المغربية مجموعة المحاكم والمجلس الأعلى.
والمحاكم الابتدائية هي أقل درجة من محاكم الاستئناف والمجلس الأعلى.
أما أنواع المحاكم فهي:
1.	المحاكم العادية أو محاكم القانون العام: المجلس الأعلى، ومحاكم الاستئناف، والمحاكم الابتدائية.
2.	المحاكم المتخصصة: المحاكم الإدارية، والمحاكم التجارية، ومحاكم الاستئناف الإدارية، ومحاكم الاستئناف التجارية.
3.	المحاكم الاستثنائية: المحكمة العسكرية والمحكمة العليا.

## التقسيمات الادارية
في إطار الجهوية المتقدمة التي أقرها دستو2011 أُحدثت 12 جهة جديدة (التقسيم أدناه). وهذا هو التقسيم الإداري الأولي للمغرب:
|  | - الجهة الشرقية - الرباط سلا زمور زعير - الشاوية ورديغةسطات - العيون بوجدور - الغرب شراردة بني حسين - الدار البيضاء الكبرى - تادلة أزيلال - تازة الحسيمة تاونات | - دكالة عبدة - سوس ماسة درعة - طنجة تطوان - فاس بولمان - كلميم السمارة - مراكش - تانسيفت - الحوز - مكناس تافيلالت - وادي الذهب لكويرة |

حضي تقسيم العمالات والأقاليم باهتمام خاص من طرف السلطات العمومية، حيث كانت الغاية من وراء إحداثها تأطير السكان ومراقبة المجال الوطني مع خلق محاور إدارية واقتصادية لضمان أسس التنمية الشاملة.
وهذه الوحدات لا تختلف من حيث التنظيم والاختصاص، غير أن الفرق بينهما يكمن في كون العمالات تتشكل دائما في المدن الحضرية الكبرى.
ومن جهة أخرى فإن الفصل 100 من الدستور 1996 جعل من «العمالات والأقاليم» جماعة محلية، وتم تنظيم هذه الجماعة بمقتضى القانون رقم 79.00 المتعلق بتنظيم العمالات والأقاليم الصادر بتنفيذه الظهير الشريف رقم 1.02.269 بتاريخ 3 أكتوبر 2002(5).
والجدير بالذكر، أن عدد العمالات يبلغ 20 عمالة بينما عدد الأقاليم يبلغ 49 إقليما وذلك بناء على المرسوم رقم 2.03.529 بتاريخ 10 شتنبر 200 3المشار إليه.
ج
ينقسم المغرب أيضا إلى 37 إقليم وولايتان * 2 : اغادير، الحسيمه، ازيلال، بني ملال، بن سليمان، الدار البيضاء، boulemane * chaouen ايل، الجديدة، قلعة السراغنه، الصويرة، الراشيدية الطوارئ، فاس، وفكيك، كوليمين، يفرن القنيطره، الخميسات، الخنيفره، خريبكة العيون، العرائش، مراكش، مكناس، 1. ورزازات، وجدة، الرباط، بيع * صافي، سطات، سيدي قاسم، طنجة، وطان طان، تاونات، taroudannt، تاتا، طاطا، تطوان، تزنيت؛ ثلاث مقاطعات اضافية الداخلة (الواد يدداهاب)، وبوجدور والسماره وكذلك أجزاء من طان طان والعيون تدخل المغربية تطالب بالصحراء الغربية
```
وبناء على الدستور، ولاسيما الفصل 71 منه وعلى القانون رقم 131.12 المتعلق بمبادئ تحديد الدوائر الترابية للجماعات الترابية الصادر بتنفيذه الظهير الشريف رقم 1.13.74 بتاريخ 27 يوليوز 2013، ولاسيما المادة الثالثة منه، وباقتراح من وزير الداخلية، ينص على تقسيم تراب المملكة إلى 12 جهة، ويدخل حيز التنفيذ ابتداء من تاريخ دخول المرسوم المنصوص عليه في المادة 77 من القانون التنظيمي رقم 59.11 المتعلق بانتخاب أعضاء مجالس الجماعات الترابية حيز التنفيذ.
```

وتضم قائمة الجهات كلا من
جهة طنجة-تطوان الحسيمة، ومركزها طنجة- أصيلة، وتتكون من عمالات وأقاليم طنجة-أصيلة والمضيق- الفنيدق وتطوان والفحص- أنجرة والعرائش والحسيمة وشفشاون ووزان،
وجهة الشرق ومركزها وجدة- أنجاد وتضم كلا من عمالات وأقاليم وجدة- أنجاد والناظور والدريوش وجرادة وبركان وتاوريرت وجرسيف وفجيج.
أما جهة فاس- مكناس، ومركزها فاس، فتضم كلا من عمالات وأقاليم فاس ومكناس والحاجب وإيفران ومولاي يعقوب وصفرو وبولمان وتاونات وتازة،
```
فيما تضم جهة الرباط- سلا- القنيطرة، ومركزها الرباط، كلا من الرباط وسلا والصخيرات- تمارة والقنيطرة والخميسات وسيدي قاسم وسيدي سليمان.
```

وتضم جهة بني ملال- خنيفرة، ومركزها بني ملال، كلا من بني ملال وأزيلال والفقيه بن صالح وخنيفرة وخريبكة،
أما جهة الدار البيضاء الكبرى- سطات، ومركزها الدار البيضاء، فتتكون من عمالات وأقاليم الدار البيضاء والمحمدية والجديدة والنواصر ومديونة وبنسليمان وبرشيد وسطات وسيدي بنور،
في حين تتكون جهة مراكش- آسفي، ومركزها مراكش، من عمالات وأقاليم مراكش وشيشاوة والحوز وقلعة السراغنة والصويرة والرحامنة وآسفي واليوسفية.
أما جهة درعة- تافيلالت، ومركزها الرشيدية، فتضم كلا من الرشيدية وورزازات وميدلت وتنغير وزاكورة،
فيما تتكون جهة سوس-ماسة، ومركزها أكادير إداوتنان، عمالات وأقاليم أكادير إداوتنان وانزكان آيت ملول واشتوكة آيت باها وتارودانت وتيزنيت وطاطا.
وتضم جهة كلميم- واد نون، ومركزها كلميم، كلا من كلميم وآسا- الزاك وطانطان وسيدي افني،
فيما تضم جهة العيون- الساقية الحمراء، ومركزها العيون، كلا من العيون وبوجدور وطرفاية والسمارة،
أما جهة الداخلة- وادي الذهب، ومركزها وادي الذهب، فتضم كلا من وادي الذهب وأوسرد.

## الانتماءات للمنظمة الدولية
المصرف العربي للتنمية الاقتصادية في إفريقيا، ACCT (عضو مشارك), AfDB، AFESD، AL، AMF، AMU، البنك الأوروبي لإعادة البناء والتنمية، ECA، FAO، G-77، IAEA، IBRD، ICAO، ICCt، الاتحاد الدولي لنقابات العمال الحرة، ICRM، IDA، البنك الإسلامي للتنمية، IFAD، مؤسسة التمويل الدولية، جمعية الصليب والهلال الأحمر، IHO (في انتظار العضوية), ILO، IMF، IMO، إنتل سات، الإنتربول، IOC، IOM، ISO، ITU، NAM، OAS (مراقب), OIC، OPCW، OSCE (شريك), الأمم المتحدة، UNCTAD، اليونسكو، UNHCR، UNIDO، UPU، WCO، WHO، WIPO، WMO، WToO، WTrO

## وصلات داخلية
- مخطط المغرب
- قائمة وزارات المملكة المغربية
- مصطلحات سياسية في المغرب